# Auguste Cartault
Auguste-Georges-Charles Cartault, né à Paris le 24 avril 1847 et mort dans le 6e arrondissement de Paris le 10 janvier 1922, est un philologue français.

## Biographie
Il commence ses études au lycée Louis-le-Grand, entre en 1866 à l’École normale supérieure et est reçu agrégé ès lettres en 1869. Nommé élève de l’École française d'Athènes, il fait partie de la 22e promotion. Du 6 octobre 1870 au 30 mai 1871, il est sous-préfet de Murat dans le Cantal. Il est ensuite professeur de rhétorique au lycée d’Amiens (1875), ville où il est collègue de Jules Verne, à l'Académie des sciences, des lettres et des arts d'Amiens. Il est alors l'auteur de Une promenade dans le vieil Amiens, lu le 9 août 1875 lors de la distribution des prix du lycée et est mentionné par Jules Verne dans sa nouvelle Une ville idéale, Amiens en l'an 2000. Il exerce ensuite au lycée de Versailles (1876) puis au lycée Charlemagne (1878).
Le 17 janvier 1881, il soutient ses deux thèses de doctorat ès lettres à la Faculté de Paris. La première, en français porte sur la Trière athénienne, étude d’archéologie navale ; la deuxième en latin, est titrée De Causa Harpalica. Reçu docteur, il est alors nommé maître de conférences à l’École normale supérieure (1882) puis succède à Eugène Benoist (après la mort de celui-ci) de décembre 1887 à novembre 1919, comme professeur de poésie latine à la faculté des lettres de Paris. Il en devient alors le cinquième titulaire.

## Œuvres
Auguste Cartault collabore à la Revue littéraire et politique, à la Revue internationale de l’enseignement, à la Gazette archéologique et à la Revue de philologie.
Il publie aussi d’importantes études archéologiques : 
- La trière athénienne (1881), thèse de doctorat.
- Collection Camille Lécuyer, terres-cuites trouvées en Grèce dans l’Asie-Mineure en deux volumes (1882-1885) avec planches et figures.
- Sur l’authenticité des groupes en terre cuite de l’Asie-Mineure (1887).
- Catulle, l'homme, l'écrivain (1889).
- Vases grecs en forme de personnages groupés (1889) avec deux planches.
- Terres cuites grecques, photographiées d’après les originaux des collections privées de France et des musées d’Athènes (1891) avec vingt phototypies.
- Études sur les Bucoliques de Virgile (1897).
- La flexion dans Lucrèce (1898).
- Études sur les Satires d'Horace (1900).
- A propos du Corpus tibulianum (1900).
- Le distique élégiaque chez Tibulle, Sulpicia, Lygdamus (1911)[4].
- Les sentiments généreux (1912).
- L'intellectuel (1914).

## Hommage
- Rue Cartault (Puteaux)